# رین وینسلو
رین وینسلو (انگلیسی: Ragne Veensalu؛ ۱۸ نوامبر ۱۹۸۶ – ۲۷ اکتبر ۲۰۲۴) بازیگر اهل استونی بود.
وینسلو در ۲۷ اکتبر ۲۰۲۴، در سن ۳۷ سالگی درگذشت.

## فیلمشناسی
- ابله